# Choi Afock
Choi Afock eller Choi A-fuk (蔡阿福, Jyutping: Coi1 A3 Fuk1), egentligen Cai Yafu eller Choy Chun Ng (蔡鎮伍, Jyutping: Coi3 Zan3 Ng5), född cirka 1763, var en kinesisk köpman och tolk från Kanton. Han är känd som den tidigast dokumenterade kinesen i Sverige.

## Biografi
Afock var tolk åt Svenska Ostindiska Companiet vid kompaniets kontor i Kanton. Han kom att besöka Sverige år 1786 efter en inbjudan från superkargören Olof Lindahl. "Han uppväckte allas nyfikenhet och beundran", skrev magistratssekreteraren i Stockholm, Hochschild, som för övrigt beskrev Afock som "hygglig". Han talade en "egenartad" svenska.
Mycket lite är känt om Afocks bakgrund, annat än att han ska ha fötts i Kanton (Guangzhou) omkring 1763, att hans far ska ha varit ”en Mandarin” – alltså någon sorts ämbets- eller tjänsteman – samt att han ska ha varit gift. År 1786 arbetade han vid det svenska ostindiska kompaniets faktori i Kanton, enligt vissa källor som tolk. Vid faktoriet hade han lärt känna den svenske superkargören Olof Lindahl (1748–1801) och i sällskap med denne företog han 1786–1787 en resa till Sverige. Han blev därmed den första historiskt belagda kinesen som besökte landet.
Afock och Lindahl anlände till Göteborg med ostindiefararen Adolph Fredric den 24 juli 1786. Efter två veckor i staden avreste de den 10 augusti mot Lindahls hemstad Norrköping och passerade på vägen Skagersholms bruk i Västergötland, vars ägare Lindahl kände. Det är inte känt när de nådde Norrköping, men den 19 augusti besökte de greve Jean-Jacques De Geer af Finspång (1737–1809) på dennes gods utanför staden.
Kort efter besöket på Finspång gav sig Afock och Lindahl i väg på en längre resa i Mellansverige. Under den sex veckor långa resan passerade de bland annat Örebro, Nora, Västerås, Falun och Sala, samt besökte en rad bruksorter där Lindahl var bekant med bruksägarna. I Falun, som de nådde i slutet av september, besökte de koppargruvan, där Afock gjorde en anteckning i dess gästbok. De återvände över Hedemora och Avesta och var tillbaka i Norrköping igen omkring början av oktober.
Den 9 oktober befann sig kung Gustav III i Norrköping på genomresa, och sammanträffade då med Afock och Lindahl. Kungen fattade tydligen intresse för den unge kinesen och bad honom att komma och besöka kungafamiljen i Stockholm. Omkring en månad senare reste Afock och Lindahl till Stockholm, där Afock gjorde stor sensation i stadens societet. Han blev inbjuden till en mängd middagar, tebjudningar och andra tillställningar, och blev under dessa introducerad till samhällseliten i det gustavianska Sverige. Han mötte bland andra hertig Carl, dennes hustru Hedvig Elisabeth Charlotta samt prinsessan Sofia Albertina. Afock och Lindahl gjorde även en avstickare till Uppsala, där de mötte prins Gustav Adolf. Den 26 november besökte Afock kungliga slottet i Stockholm och närvarade dagen därpå vid den kungliga levéen.
Det är oklart vad som hände med Afock efter besöket i Stockholm. Det är känt att han och Lindahl återvände till Norrköping, varifrån Afock reste till Göteborg omkring den 10 december. Sannolikt återvände han därifrån till Kina med ostindiefararen Sophia Magdalena, som avseglade den 13 januari och nådde Kanton den 29 juli 1787. I nuläget saknas det dock säkra uppgifter om hans vidare öden efter december 1786.
Afocks resa lämnade vissa bestående avtryck i svenskt kulturliv. Han avbildades exempelvis av målaren Elias Martin (1739–1818), på målningen Choi Afock, Aurora Taube och Olof Lindahl (1787), som idag finns utställd i Nationalmuseum. Han profil finns även bevarad på ett s.k. siluettporträtt, vilket idag finns i Sala silvergruvas museum. Afock figurerar även i ett divertissement skrivet av Hedvig Elisabeth Charlotta: Fêtes chinoises à Canton 1787 (Kinesisk högtid i Kanton 1787). Manuset till divertissementet finns än idag bevarat i Riksarkivet.